# Lilis Suryani
Lilis Suryani (ur. 22 sierpnia 1948 w Dżakarcie, zm. 7 października 2007) – indonezyjska piosenkarka.
Do 1982 roku Suryani wydała ponad 500 utworów na około dwudziestu albumach.
Lokalne wydanie „Rolling Stone” umieściło jej utwór „Gang Kelinci” na 66. pozycji wśród 150 indonezyjskich utworów wszech czasów.

## Dyskografia
- Pulang Muhibah (Irama Record Epln 4), (Irama.lpi 175123)
- Lilis Surjani (Irama Record Lpi 175111)
- Ia Tetap Di Atas (Irama Record Lpi 17597)
- Pantun Djenaka-lilis Surjani (Bintang Record Bt 103)
- Ls (Remaco Rl)
- Kisah Remadja (Remaco Rep 010)
- Wajah Menggoda (Bali/remaco Rl 018)
- Gang Kelintji (remaco Rl 020)
- Permata Bunda (Bali Record Blm)
- Ku Telah Berdua (Remaco Rl 036)
- Pemburu (Remaco Rl 044)
- 007 (Remaco Rl 053)
- Taxi Ibukota (Remaco Rl 081)
- Si Aseng Matjan Glodok (Remaco Rl 080)
- Insaflah (Mutiara Mll 005)
- Lilis Surjani (Indah Sml 12 001)
- Ditinggal Mama (Phillips 112619)
- Kasih Nan Abadi (Popsound /Philips Product)
- Jangan Tanya (Pop/phillips Product)
- Airmata – Lilis Surjani (Pop/phillips Product)
- Selamat Tinggal – Lilis Surjani (Pop Sound/phillips)
- Lilis Suryani Vol.1 (Yukawi Imr 900121)
- Lilis Suryani Vol 2 'Neng Pipit' (Yukawi Ime 900121)
- Pakarena (Remaco)
- Kini Kau Jauh (Irama. Ep-49)
- Air Mata (Remaco. Rl-058)
- Telepon (Irama.lpi 17597)
- Tiga Malam (Irama. Lpi 175111)
- Volume 3. Dadu Cinta (Granada).

Źródło: